# Orario
Se llama orario a un pañuelo o trozo de lienzo más largo que ancho que los antiguos romanos usaban y que les servía para aplaudir en los espectáculos y asambleas. 
Se servían también del orario para enjugarse el sudor del cuello y rostro llevándolo muchas veces echado al cuello, razón por la cual se ha confundido por algunos con la estola. Como dice Benedicto XIV, los emperadores romanos solían, en ciertas ocasiones, mostrar su generosidad regalando al pueblo romano esta especie de pañuelos y así, particularmente, lo hizo el emperador Aureliano.